# Bruno Berlet
Freund Bruno Berlet (* 2. Juni 1825 in Sieglitz; † 30. November 1892 in Annaberg) war ein deutscher Lehrer und Reiseschriftsteller des Erzgebirges.

## Leben
Berlet wurde als jüngster Sohn des Pfarrers August Friedrich Berlet und seiner Ehefrau Christine Wilhelmine Ebhardt geboren. 1851 heiratete er Luise Hogrefe, eine Tochter des herzoglichen Domänenpächters und Amtsrates Friedrich Hogrefe in Bubainen. Aus dieser Ehe gingen die beiden Söhne Erich (1860–1936) und Alban (* 1862, † in Brasilien) hervor.
Bruno Berlet wurde während seines Studiums der Mathematik 1845 Mitglied der Burschenschaft Teutonia Jena. Er wurde zum Dr. phil. promoviert. Seit 1851 arbeitete er als Lehrer und wurde später Professor. Er war Rektor des Königlichen Realgymnasiums zu Annaberg.
1872 verfasste er den Wegweiser durch das sächsisch-böhmische Erzgebirge, der bis 1911 in 12 Auflagen erschien und als Berlet, Erzgebirge überregionale Bekanntheit erlangte. Neben seiner Tätigkeit als Pädagoge widmete er sich auch der Erforschung von Leben und Werk von Adam Ries.

## Schriften
- Wegweiser durch das sächsisch-böhmische Erzgebirge: mit Übersichtskarte, einer Orientierungstafel vom Fichtelberg und einer graphischen Höhendarstellung, Hermann Graser, Annaberg 1872 (Link zum Digitalisat)
- Zur Feier des vierhundertsten Geburtsjahres von Adam Riese, Leipzig 1892. Digitalisat
- mit Moritz Julius Spieß (Hrsg.): Weltgeschichte in Biographien. In drei koncentrisch sich erweiternden Kursen. 3 Teile. Nonne, Hildburghausen [1872–1887] (Digitalisat), erschien teilweise in 13 Auflagen.